# Casa à Rua Mayrink Veiga, 9

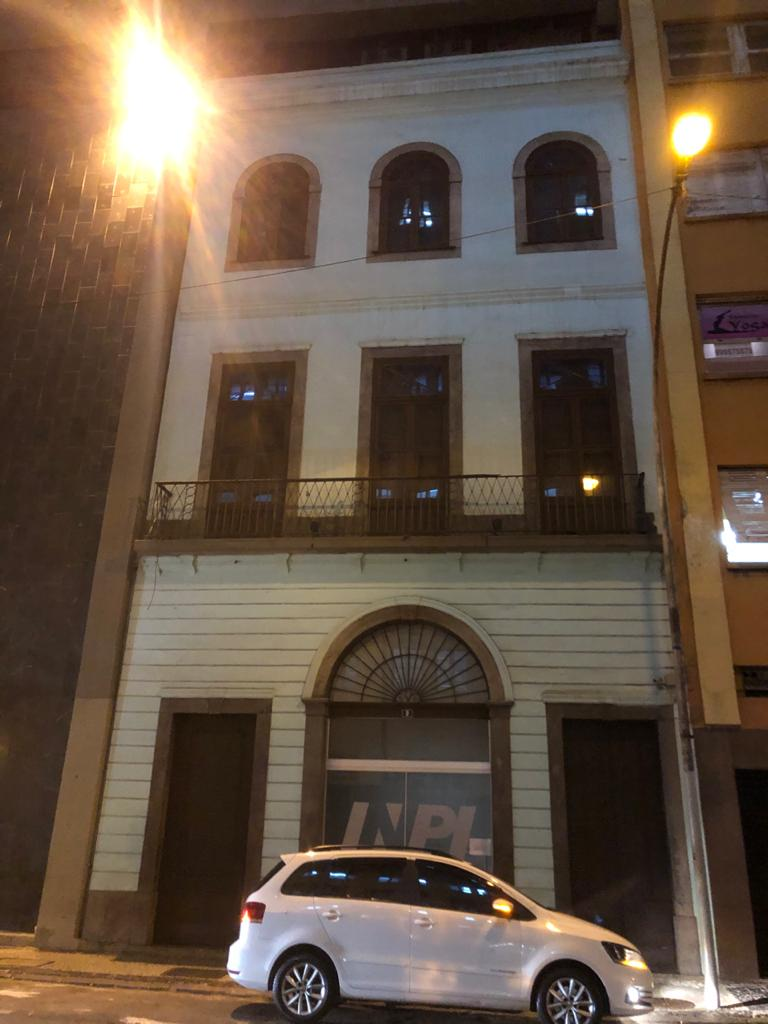
Casa à Rua Mayrink Veiga, 9, Centro, Rio de Janeiro, RJ

A Casa à Rua Mayrink Veiga, 9, no centro do Rio de Janeiro, é o último exemplar de um conjunto urbano constituído por mais de 70 unidades.

## História
De caráter nobre e feição neoclássica, o edifício é o último exemplar de um conjunto urbano de sobrados constituído por mais de 70 unidades dispostas ao longo dessa Rua e da Rua dos Beneditinos, edificados segundo o risco do engenheiro português Domingos Monteiro na década de 1840, logo após a abertura das ruas Municipal (atual Mayrink Veiga) e São Bento, em terras pertencentes ao Mosteiro dos Beneditinos. O imóvel atualmente se encontra totalmente descaracterizado em seu interior, teve preservada apenas sua frontaria, onde foi construído  Condomínio Edifício Mayrink Veiga (MV9) de múltiplos pavimentos e abriga diversos empreendimentos, entre eles o Instituto Nacional da Propriedade Industrial (Brasil).
O Conjunto foi construído por iniciativa do benemérito português João Maria Colaço de Magalhães, Visconde de Coneixa, segundo projeto do arquiteto Domingos Monteiro, também português, e documentado no “Mapa Architectural” de 1874, de autoria de João da Rocha Fragoso. Se trata de precioso remanescente desse empreendimento arquitetônico-urbanístico.
O edifício foi tombado pelo Instituto do Patrimônio Histórico e Artístico Nacional (IPHAN) em 29 de junho de 1972.

## Descrição
As mais de sessenta casas apresentavam o mesmo tema palladiano de um vão maior em arco de volta redonda ladeado por vãos de verga reta à altura das impostas, um dos quais, de acesso ao sobrado. O primeiro piso apresenta uma sacada de cantaria de fora afora, com apurado perfil, guarnecida por um guarda-corpo de ferro de risco neoclássico, para onde se abrem portas-janelas à francesa, com bandeiras envidraçadas divididas por cordões dispostos diagonalmente, vãos estes rematados por cornijas retas. No segundo sobrado as janelas são arqueadas e de menor porte. A frontaria é encimada por um entablamento corrido e platibanda alta, sobre cornija robusta, para esconder o telhado e rematar a composição.
Dos três pisos, o primeiro tem cantaria elaborada, os outros dois tem balcões. Todas as grades de ferro são originais.